# پنرین، کورنوال
longitudeپنرین، کورنوالlatitudeپنرین، کورنوال
پنرین، کورنوال (به انگلیسی: Penryn, Cornwall) یک شهرک در بریتانیا است که در انگلستان واقع شده‌است.

## خصوصیات
پنرین ۷٬۱۶۶ نفر جمعیت دارد.